# Olio d'uovo

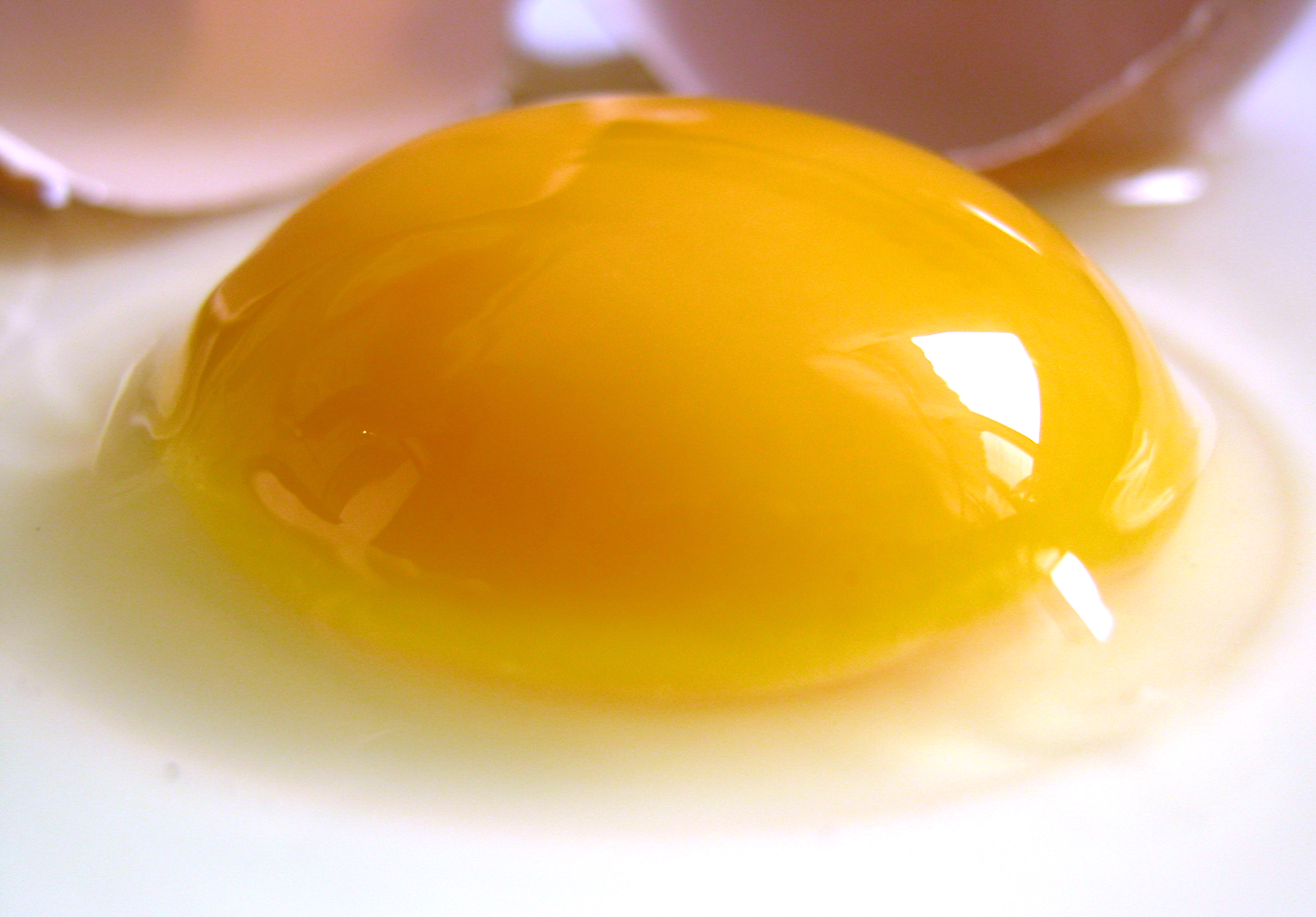
Un tuorlo d'uovo intatto circondato da l'albume

L'olio d'uovo (CAS No. 8001-17-0) (INCI: Egg Oil, Oleova, Eyova), noto anche come olio di tuorlo d'uovo, deriva dal tuorlo delle uova di gallina, costituito principalmente da trigliceridi con tracce di lecitina, colesterolo e xantofilla come luteina e zeaxantina. È privo di proteine dell'uovo e quindi può essere utilizzato con sicurezza da persone che sono allergiche alle uova, per applicazioni topiche come la cura dei capelli e della pelle.

## Produzione
L'olio è tradizionalmente estratto dal tuorlo, mediante un processo relativamente semplice, mediante il quale una cinquantina di uova producono circa 142 grammi di olio. Moderni metodi di produzione includono estrazione liquido-liquido.

## Composizione
Il acido grasso composizione di olio uovo è ricco di acido grasso poliunsaturo s come acido grasso omega-3's (tra cui acido docosaesaenoico) e omega-6 acidi grassi acido's (tra cui acido arachidonico) ed è molto simile al profilo degli acidi grassi del latte umano e il profilo lipidico della pelle umana.

### Completa il profilo degli acidi grassi
| Acido oleico (C18:1)          | 37,5% |
| Acido palmitico (C16:0)       | 35,7% |
| Acido linoleico (C18:2)       | 10,7% |
| Acido palmitoleico (C16:1)    | 7,8%  |
| Acido stearico (C18:0)        | 3,3%  |
| Acido miristico (C14:0)       | 1,1%  |
| Acido docosaesaenoico (C22:6) | 0,5%  |
| Acido miristoleico (C14:1)    | 0,4%  |
| Acido heptadecanoico (C17:0)  | 0,3%  |
| Acido arachidonico (C20:4)    | 0,2%  |
| Acido eicosanoico (C20:0)     | 0,2%  |
| Acido linolenico (C18:3)      | 0,1%  |
| Acido pentadecanoico (C15:0)  | 0,1%  |

## Uso

### Cosmetici
Il tuorlo d'uovo è stato utilizzato in cosmetica tradizionale fin dall'XI secolo nelle culture ebraica, greca, araba e latina. Numerose marche di cosmetici moderni contengono olio d'uovo.

#### Cura della pelle
Può essere utilizzato come eccipiente / vettore in una varietà di preparati cosmetici come creme, unguenti, prodotti per protezione solare o lozioni dove agisce come emolliente, idratante, antiossidante, miglioratore di penetrazione e agente antibatterico. L'olio d'uovo aiuta anche le proprietà della texture, lubrificanti e anti-attrito di creme e lozioni per la pelle. Come agente occlusivo, protegge dalla disidratazione senza disturbare i pori ed è facilmente incorporato in preparazioni topiche poiché forma stabile in olio emulsioni acqua.

#### Ustioni
Un metodo di trattamento delle ustioni utilizzando olio d'uovo è stato descritto in un brevetto statunitense. Ratti Wistar olio Egg trattati bruciate hanno mostrato abbondanti riepitelizzazione, senza tessuto cicatriziale in confronto con Silver Sulfadiazine solo. Formulazioni topiche a base di olio di uovo sulfadiazina d'argento fornito un tasso di guarigione significativamente più alto in vivo, con epidermide ben formate e formazione di tessuto di granulazione più veloce se paragonata ai controlli per il trattamento di ustioni e ferite.